# Iulia Hasdeu
Iulia Hasdeu o Iulia Hașdeu, nota anche con lo pseudonimo di Camille Armand (Bucarest, 14 novembre 1869 – Bucarest, 29 settembre 1888), è stata una scrittrice, poetessa (anche di lingua francese) rumena, figlia dell'erudito Bogdan Petriceicu Hasdeu.
È stata attiva anche nel campo della musica (ha seguito dei corsi al Conservatorio di Bucarest ed aveva un'estensione da mezzosoprano) e pittura (corsi privati di disegno e pittura a Parigi). Aveva un'inclinazione particolare per le lingue ed era interessata alla filosofia.

## Biografia
Nacque in un edificio di via Francese, nel centro storico di Bucarest il 14 novembre 1869, figlia dello scrittore, storico e filologo Bogdan Petriceicu Hasdeu) e di Iulia Faliciu, una donna originaria dalle parti di Abrud, nell'Ardeal. Come padrino per il battesimo, fu scelto l'amico del padre, Ion C. Brătianu. Figlia unica, era discendente degli Hâjdău, antica famiglia di studiosi e patrioti di cui facevano parte Tadeu Hâjdeu (il nonno di Bogdan), Alexandru (il padre) e lo zio Boleslav (stabilito a Vienna).
Passò la sua infanzia in una dimensione favolosa e stimolante, circondata dai libri dell'Archivio di Stato dove il padre era stato nominato direttore generale nel 1876.
Bambina prodigio, a due anni e mezzo conosceva già l'alfabeto, leggeva e recitava poesie, all'età di 6 anni scrisse uno studio sulla vita e l'opera di Michele il Bravo. A nemmeno 8 anni superò tutti gli esami dei quattro anni della scuola elementare e parlava fluentemente il francese, l'inglese e il tedesco. A 11 anni, Iulia Hasdeu si diplomò al Collegio Nazionale "San Sava" di Bucarest, seguendo in parallelo i corsi di pianoforte e canto del "Conservatorio di musica" di Bucarest, dopodiché proseguì gli studi a Parigi. Fu la prima donna rumena a studiare alla Sorbona, dall'età di 16 anni.
Nel 1881, accompagnata dalla madre, Iulia si recò a Parigi, dove superò l'esame di maturità al collegio Sévigné. Nel 1886, si iscrisse alla facoltà di lettere e filosofia dell'Università della Sorbona (allieva di Maurice Albert) e frequentò i corsi presso l'École des Hautes Études (Scuole di Studi Superiori) di Parigi.
Iniziò a preparare la tesi di laurea con il tema incentrato sulla teodicea del popolo rumeno intitolata La filosofia popolare rumena: la logica, la psicologia, la metafisica, l'etica e la teodicea (Filosofia populară la români: logica, psihologia, metafizica, etica şi teodiceea).
Alla Sorbona tenne due conferenze sul tema della logica delle ipotesi e sul secondo libro di Erodoto. Innamorata della lingua e della cultura francese, soprattutto di tre grandi personalità come Napoleone I, Ferdinando de Lesseps e Victor Hugo, sofferse profondamente alla morte del suo idolo Hugo.
Il 29 settembre 1888, Iulia Hasdeu morì di tubercolosi, all'età di 18 anni, e la sua salma fu tumulata nel Cimitero di Bellu.

## Galleria d'immagini

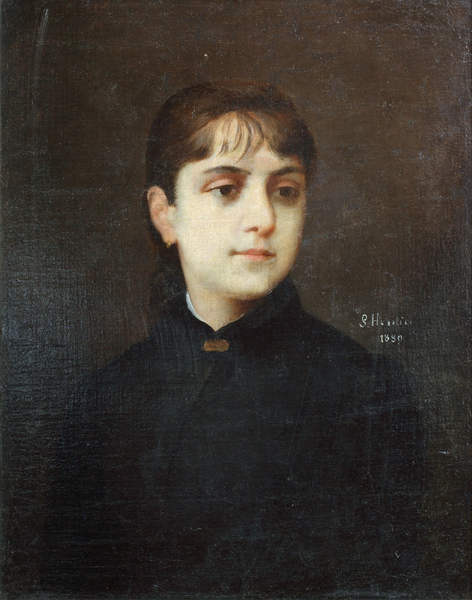
Il ritratto di Iulia Hasdeu (1889) - di Sava Henția
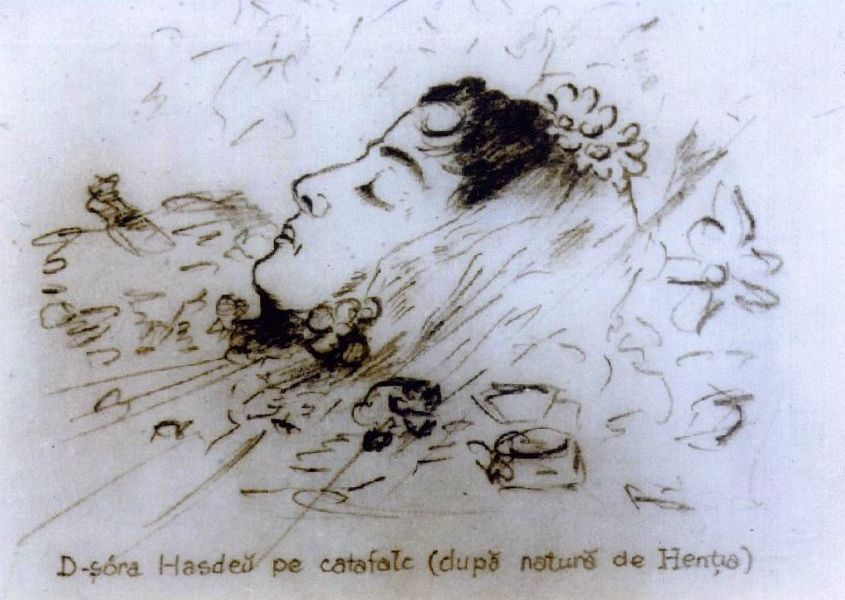
Iulia Hasdeu nella bara (1888) - di Sava Henția
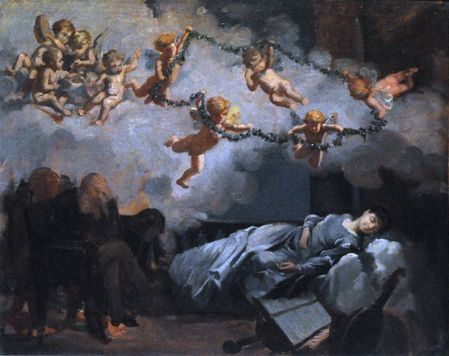
Il viso di B.P. Hasdeu - di Sava Henția
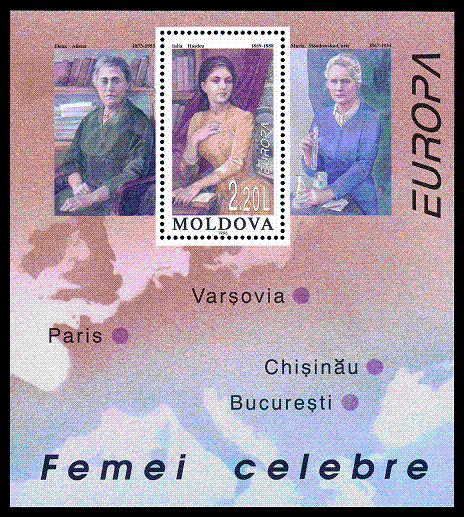
Francobollo del 1996
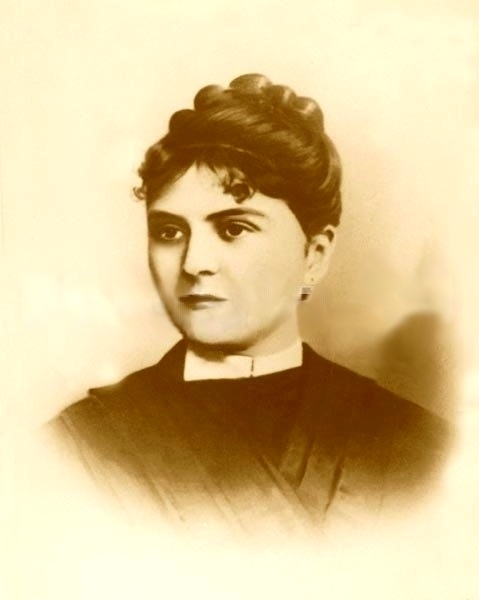
Fotografie dell'archivio
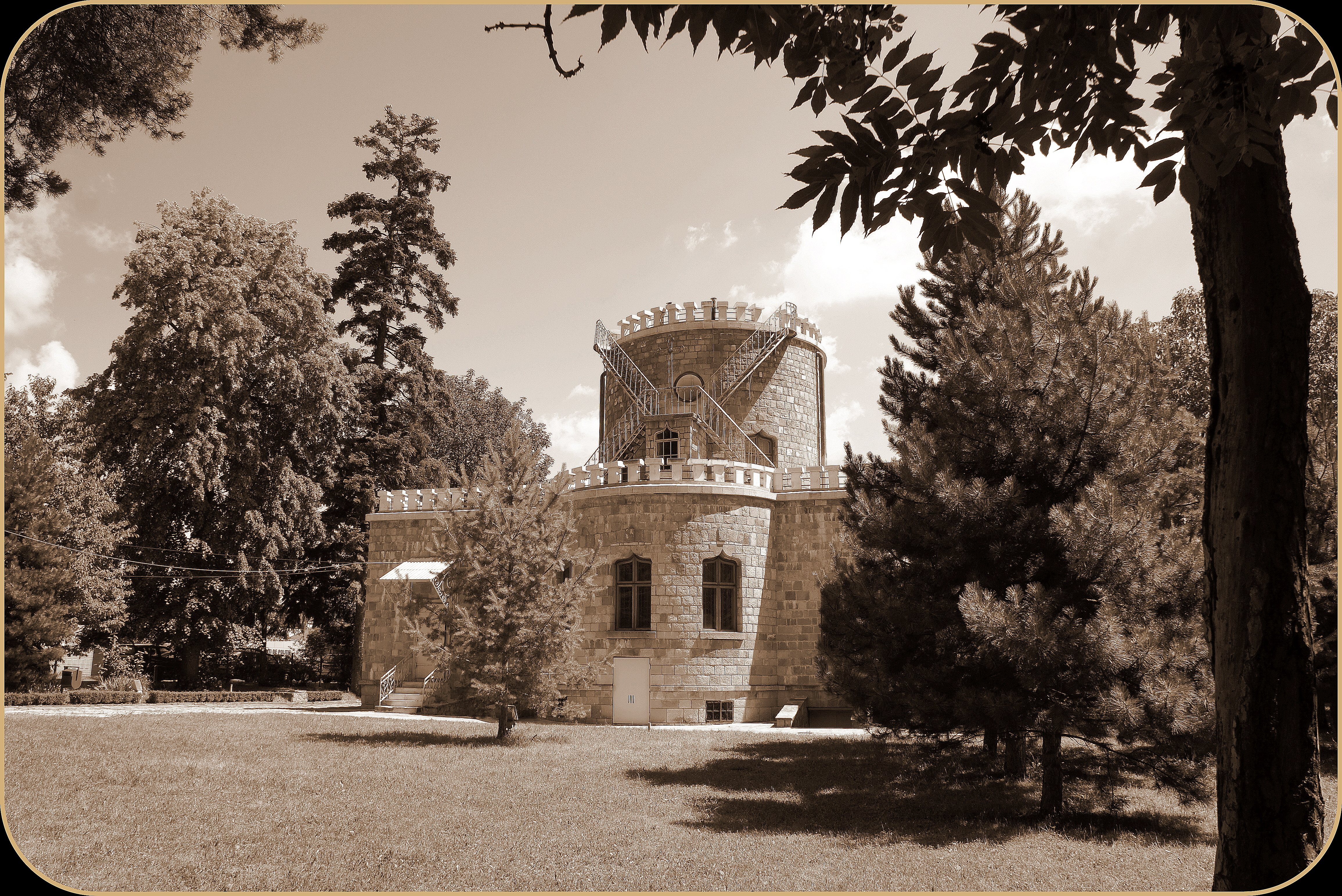
Il castello costruito in sua memoria

## Opere
Fatta eccezione per qualche poesia pubblicata mentre era in vita (quattro poesie apparse in Etoile roumaine), l'opera di Iulia Hasdeu è postuma. Ha scritto soprattutto poesie, ma anche opere teatrali, fiabe e racconti. Bogdan Petriceicu Hasdeu si è occupato dell'eredità letteraria, e non solo, della sua unica figlia. 
Il suo diario e la ricca corrispondenza con il padre, evidenziano non solo il talento letterario, ma anche un pensiero fine ed una profonda conoscenza della sua epoca. Il suo primo volume di poesie, Bourgeons d'Avril scritto nel 1887 verrà pubblicato con lo pseudonimo Camille Armand due anni più tardi nel volume Œuvres posthumes.
- 1889: Bourgeons d'Avril ((Muguri de aprilie)), pubblicato come Oeuvres posthumes. Fantaisies et reves. da Hachette - Parigi[11] e Socec - Bucarest[1]
- 1889-1890: Chevalerie, Hachette
- 1889-1890: Confidences et Canevas, Hachette
- 1889-1890: Théâtre. Légendes et contes, Hachette
- Mademoiselle Maussade (Domnişoara Ursuză), Revista Nouă
- Contes et Legendes
- Reverie
- Il suo diario, 568 pagine curate da Crina Decusara-Bocsan e pubblicate dall'editore "Eminescu"[1]. Lo scrittore e teorico Vasile Andru, in seguito alle ricerche fatte presso l'Archivio di Stato di Bucarest, avanzò l'idea di un secondo diario immaginario da raccogliere mettendo insieme appunti, note, riassunti, che lui chiama Diario da regina. Disse: "Il diario da regina di Iulia Hasdeu è ben mascherato, ben nascosto: sparso in molti quaderni diversi, scritto tra temi di classe, riassunti o note a margine di pagine di poesie. Quindi, per leggerlo, lo devi cogliere dai posti imprevisti, dai quaderni scolastici o dai manoscritti della poetessa". È un diario che arriva fino al 1971 in cui Iulia Hasdeu fantastica sul suo sogno di diventare regina della Romania, in seguito al presunto matrimonio con il re Ferdinando. Iulia Hasdeu immagina 100 anni favolosi di regno, anni di pace e prosperità in cui viaggia con la mente attraverso episodi della sua vita principesca insieme al re, a Sinaia e Suceava, e la vita dei loro figli. Il diario è stato scritto usando il tempo passato dei verbi, come se i fatti fossero già avvenuti. Una nota a margine dell'autrice: "La regina Iulia è morta il 21 maggio 1971 alle 11.20 di mattina a 101 anni, 6 mesi e 6 giorni ..."[10].

## Il dolore ed il misticismo del padre
Il padre, mai rassegnato per la perdita della figlia, fece edificare in sua memoria un castello a Câmpina, conosciuto come il Castello Iulia Hasdeu. Diventato mistico dopo la morte di Iulia, Hasdeu era convinto di poter comunicare direttamente con la figlia.

## Intitolazioni
A Iulia Hasdeu fu intitolato il Colegiul Național "Iulia Hasdeu" in Bucarest liceo linguistico e di scienze umane con sezioni di indirizzo bilingue in inglese e spagnolo nato nel 1926 e situato in Bulevardul Ferdinand I numero 91, settore 2 Bucarest. Un secondo liceo intitolato in suo nome, il Colegiul Național "Iulia Hasdeu" (profilo tecnico, con specializzazione in informatica e scienze della natura e scienze umane con sezioni di indirizzo bilingue in inglese, francese e ucraino), è situato in via Victor Vlad Delamarina n° 1 a Lugoj, nel distretto di Timiș, nell'ovest del paese. Nato nel 1903 come Şcoala Civilă de Fete (Scuola civile per ragazze), diventa scuola in lingua magiara nel 1915 sotto il nome Şcoală Gimnazială Comunală (Ginnasio comunale) e dopo numerosi cambi di denominazione, prese l'attuale nome a giugno 2004.